# Meyer-Optik

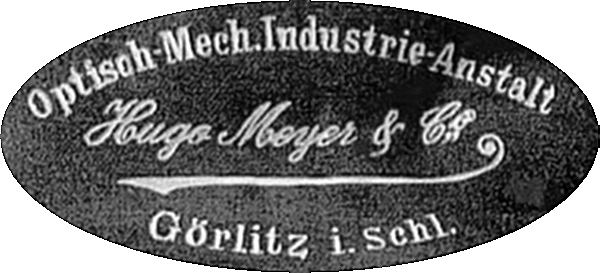
Firmenschild Hugo Meyer

Meyer-Optik bzw. Meyer-Optik-Görlitz ist eine Markenbezeichnung eines ehemaligen optischen Unternehmens aus Görlitz in Deutschland. Meyer-Optik war vor dem Zweiten Weltkrieg wie auch später als VEB Feinoptisches Werk Görlitz und als Teil des Kombinat VEB Pentacon Dresden ein bedeutender Hersteller von Kameraobjektiven. 1991 musste das Unternehmen die Produktion einstellen.
2014 nahm die Firma net SE als neuer Inhaber der Marke den Vertrieb von Objektiven wieder auf. net SE musste 2018 Insolvenz anmelden und hat im selben Jahr sowohl die Markenrechte als auch die Konstruktionspläne an die Bad Kreuznacher Firma OPC Optical Precision Components Europe GmbH verkauft.

## Geschichte

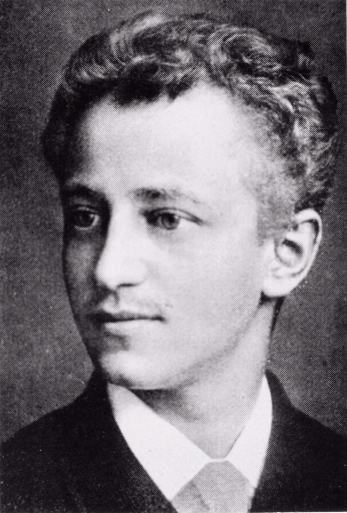
Jugendbild von Hugo Meyer

Lageplan des Görlitzer Hauptwerks (Baujahre der Gebäude)

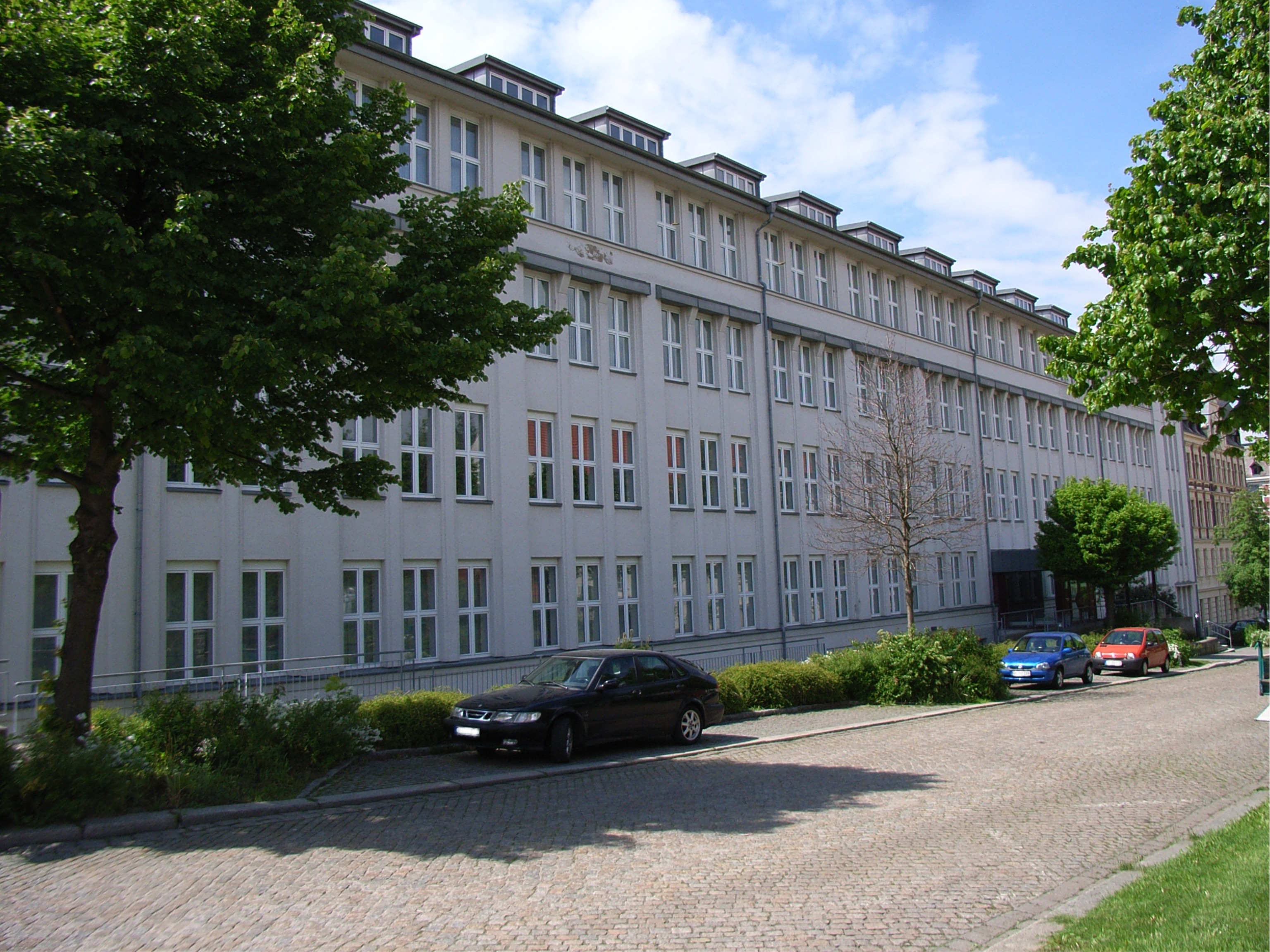
Montagegebäude Fichtestraße aus den 1920er Jahren

### Gründungsjahre (1896–1919)
Der Optiker Hugo Meyer (* 21. Mai 1863; † 1. März 1905) gründete am 1. April 1896 zusammen mit dem Kaufmann Heinrich Schätze die Optisch-Mechanische Industrie-Anstalt Hugo Meyer & Co. (Gesellschaftsregister des königlichen Amtsgerichtes zu Görlitz Nummer 477). Ihre Werkstatt richteten sie in der Löbauer Str. 7 ein – einem Gebäude, in dem mehrere Görlitzer Kamerahersteller ansässig waren.
Ein früher Erfolg war das von Meyer 1900 patentierte Aristostigmat-Objektiv bzw. die darauf aufbauenden Satz-Objektive. 1901 mussten größere Räume bezogen werden. 1904 wurde ein „Atelier-Schnellarbeiter“ auf den Markt gebracht. Meyer leitete das Unternehmen bis zu seinem Tod 1905. Seine Witwe Elise Meyer und seine Söhne führten die Firma weiter. Es folgten ein sechslinsiger verkitteter Anastigmat (1908), und 1911 der Weitwinkel-Aristostigmat. Im gleichen Jahr wurde die Optische Anstalt Schulze und Billerbeck erworben, die die damals bekannten Euryplan-Objektive und Objektivsätze herstellte. Ab 1918 wurden auch Projektionsobjektive hergestellt.

### Weg zum Anbieter von System-Objektiven (1920–1945)

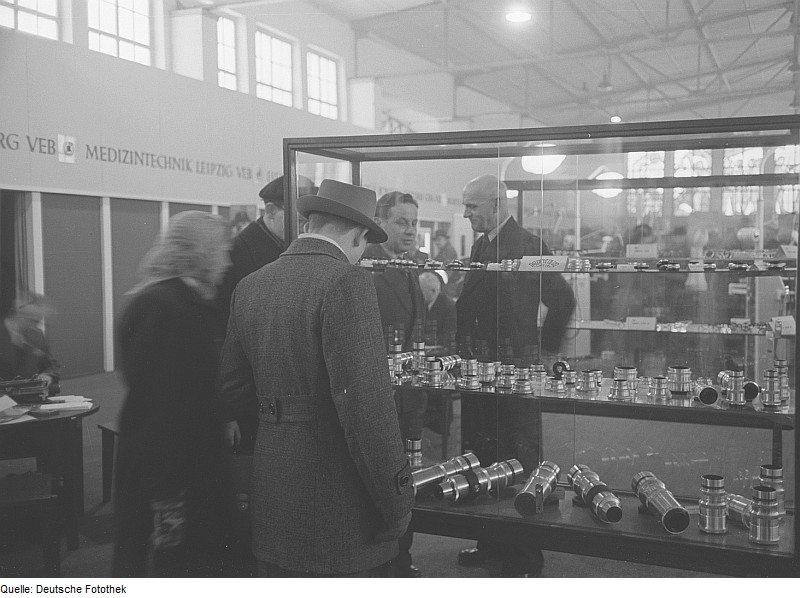
Ab Anfang der 1950er Jahre war Meyer-Optik wieder in der Lage, ein umfangreiches Objektivprogramm anzubieten

Eine wichtige geschäftliche Entscheidung fiel 1920, als sich das Unternehmen für eine Zusammenarbeit mit Paul Rudolph entschied.
Rudolph trug im ausgehenden 19. und beginnenden 20. Jahrhundert zur Entwicklung einiger der wichtigsten Objektive (Protar, Planar, Tessar) von Zeiss bei. Rudolph stellte Meyer sein Patent für die Plasmat-Objektive zur Verfügung, zu denen das damals lichtstärkste Objektiv der Welt gehörte. Auch wurde ein Plasmat-Satzobjektiv angeboten.

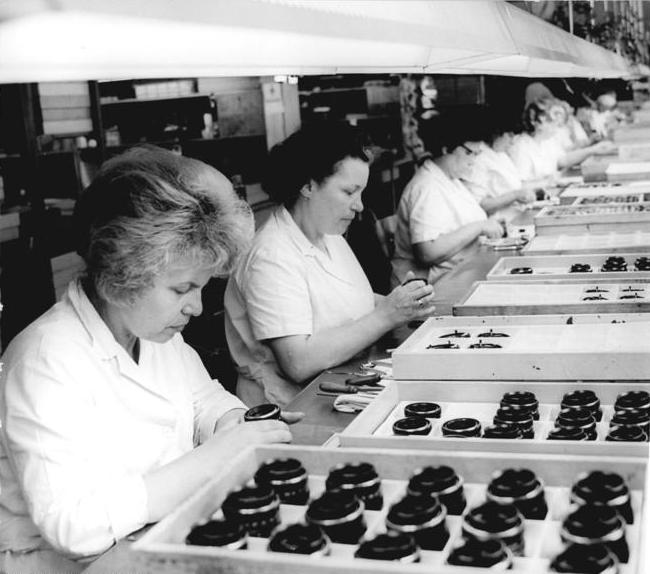
Polnische Gastarbeiterinnen montieren Meyer-Objektive (1975)

Im wirtschaftlich schwierigen Jahr 1923 wurde ein neues Werk bezogen. Meyer etablierte sich zunehmend als Erstausrüster wichtiger Kameraunternehmen, unter anderem für die Ihagee Exakta. Meyer bot in den 1930er Jahren ein sehr umfassendes Sortiment an hochwertigen Wechselobjektiven an. Im Vergleich mit den entsprechenden Zeiss-Objektiven wurden diese Objektive in der Regel etwas günstiger angeboten.
Das Sortiment reichte vom 40 mm-Weitwinkel-Objektiv (Doppel-Anastigmat), über die lichtstarken Primoplan-Objektive (58–75 mm) bis zum 250 mm-Telemegor.
1936 wurde der Name des Unternehmens in „Optische und Feinmechanische Werke Hugo Meyer & Co.“ geändert. Es wurden damals etwa 100.000 Kameraobjektive pro Jahr produziert.
1942 stellte Meyer-Optik die zivile Produktion kriegsbedingt ein. Schwerpunkt der Rüstungsproduktion waren optische Komponenten für Zielfernrohre.
Die Produktion war in den letzten Kriegsjahren nach Grünhainichen im Erzgebirge ausgelagert. Noch 1945 wurde die Produktion zurückverlegt. Zunächst wurden aber Produkte wie Lupen oder Türbeschläge zur Deckung des unmittelbaren Bedarfs hergestellt.

### VEB Optisch-Feinmechanische Werke Görlitz (1946–1968)
Durch den Volksentscheid in Sachsen am 30. Juni 1946 wurde das Unternehmen als Teil der sächsischen Rüstungsindustrie enteignet. Es unterstand ab dem 1. Juli 1946 der Industrieverwaltung landeseigene Betriebe in Sachsen und führte unter treuhänderischer Verwaltung den Namen VEB Optisch-Feinmechanische Werke Görlitz. Die Betriebsanlagen wurden komplett demontiert. Trotzdem konnte 1946 ein Umsatz von 225.000 Reichsmark erreicht werden.
Als erster Schritt zur Einführung der zentralen Planwirtschaft wurde das Unternehmen der VVB Feinmechanik und Optik zugeordnet. 1948 bestätigte die oberste Sowjetische Militäradministration in Deutschland die Enteignung, die damit rechtskräftig wurde. Am 1. Oktober 1948 erfolgte die Umbenennung in VEB Feinoptisches Werk Görlitz. 1951 wurde das Primar-Kamera-Werk (zuvor Fa. Curt Bentzin) und 1954 der unter kommunaler Verwaltung stehende VEB Schiethering eingegliedert.
Der Vorkriegs-Doppel-Anastigmat wurde 1949 zum Helioplan 1:4,5/40 weiterentwickelt. Der Betrieb eröffnete 1952 einen Betriebskindergarten. Im gleichen Jahr wurde die Antireflexbeschichtung mit Magnesiumfluorid eingeführt. Hauptsächlich produziert wurden einfache Trioplan-Triplets, meist für Sucherkameras der Dresdner Kamerahersteller Welta, Balda, Beier und Altissa. Zunehmend entstand auch Bedarf für Exakta Varex-, Contax- und Praktica-Kameras mit M42-Objektivgewinde. Das Programm an Wechselobjektiven bestand für diese Kameras aus dem Trioplan 1:2,8/100, dem Primoplan 1:1,9/58 und 1:1,9/75 (Ernostar-Typ) und dem langbrennweitigen Telemegor in den Varianten 1:5,5/180 und 1:5,5/400. Viele Objektive von Meyer-Optik wurden regelmäßig mit dem höchsten Qualitätsprädikaten für DDR-Produkte ausgezeichnet. In den Jahren 1960/61 kam es zu einem Umbruch in den bisherigen Modellreihen, der durch markenrechtliche Probleme sowie die Entwicklung mehrerer neuer Produkte ausgelöst wurde.
In gewissem Umfang blieb Meyer-Optik technologisch innovativ. So wurde 1956 erfolgreich ein deutsches Patent für eine Blenden-Schnelleinstellung für fotografische Objektive (Nummer 1089258),
1961 für ein fünf-linsiges Teleobjektiv (Nummer 1251971) und
1964 für ein befriedigend korrigiertes Objektiv aus vier Kunststofflinsen (Nummer 1252434) eingereicht.

### Teil der Kombinate VEB Pentacon und VEB Carl Zeiss

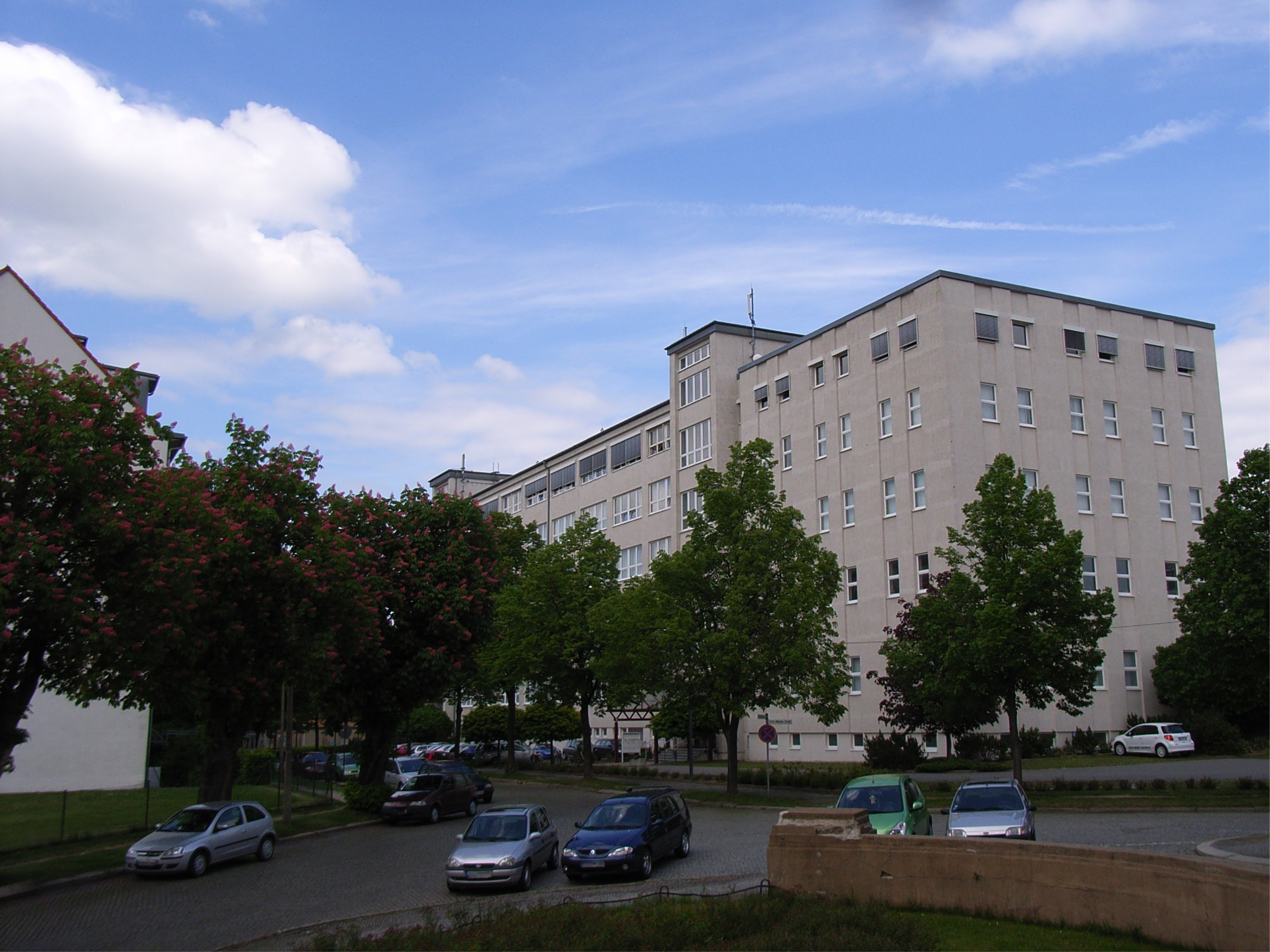
Optikgebäude Arndtstr. 1968/70 mit Anbau aus den 1980er Jahren

Der VEB Feinoptisches Werk Görlitz wurde zusammen mit dem Pentacon-Stammbetrieb in Dresden und dem Ihagee Kamerawerk AG i. V. 1968 in das Kombinat VEB Pentacon Dresden eingegliedert. Die Objektive trugen bis 1971 den Aufdruck „Meyer-Optik“. Das Kombinat VEB Carl Zeiss Jena übernahm 1985 mit Pentacon auch die ehemaligen Meyer-Betriebsstätten. In dieser Konstruktion existierte ein industrieller Kern von Meyer bis 1990.
Im Rahmen der wirtschaftlichen Zentralisierung verlor Meyer nach und nach Teile der technologischen Kompetenz. Es wurden zwar weiter hochwertige, aber zunehmend nur noch wenig innovative Standardobjektive hergestellt. Insbesondere wurden Produkte eingestellt, die in direkter Konkurrenz zu Alternativen aus dem Haus Carl Zeiss standen. Die für die Herstellung von Zoomobjektiven erforderlichen Präzisions-Werkzeugmaschinen konnten bis 1989 weder aus RGW-Staaten bezogen noch im westlichen Ausland beschafft werden.

### Neuanfang und Ende von Meyer-Optik (1990–1991)
Im April 1990 wurde die Herauslösung des Görlitzer Werkes aus dem Jenaer Zeiss-Kombinat und die Umwandlung in eine GmbH beschlossen. Die Umwandlung erfolgte am 1. Juli 1990. Die neu entstandene Feinoptisches Werk Görlitz GmbH lieferte wieder mit MEYER-OPTIK und Made in Germany beschriftete Objektive aus. Ein Beispiel ist das Meyer-Optik 1:2,8/135 mm Objektiv mit M42 oder Praktica B-Anschluss.
Es konnte jedoch insgesamt in der kurzen, dem Unternehmen gegebenen Zeit keine konkurrenzfähige Produktion aufgebaut werden. Am 3. Oktober 1990 und damit unmittelbar vor der Photokina gab die Treuhandanstalt das Ende der neu erstandenen Meyer-Optik zum 30. Juni 1991 bekannt.

### Versuche einer Wiederbelebung der Marke seit 2014

#### net SE (2014–2018)
Globell Deutschland, die zur deutschen net SE aus Koblenz gehörte, hatte seit 2014 wieder Objektive unter der Marke Meyer-Optik-Görlitz vertrieben. Später hatte die net SE den Vertrieb selbst übernommen, aber im Juli 2018 Insolvenz angemeldet.
Auf der Photokina 2014 waren zwei neue Porträt-Objektive vorgestellt worden. Die Serienmodelle waren seit Dezember 2014 als Meyer-Optik-Görlitz Somnium f1,5/85 mm und Meyer-Optik-Görlitz Figmentum f2/85 mm erhältlich. Hinzu kam Mitte 2015 zwei extrem lichtstarke „Nocturnus“ Objektive f0,95/35 bzw. 50 mm. Es handelte sich jeweils nicht um Eigenentwicklungen, sondern um nach Firmenangaben in Deutschland teilmontierte und justierte Objektive ursprünglich chinesischer und russischer Fabrikation (Rebranding).
Im Februar 2015 kündigte net SE an, das Trioplan f2,8/100 mm als eines der bekanntesten Objektive von Meyer-Optik basierend auf den Originalplänen vom Anfang des 20. Jahrhunderts und angepasst an heutige moderne Kameras wieder zu bauen. Die Prototypen des neuen Objektives wurden komplett in Görlitz in Zusammenarbeit mit Wolf-Dieter Prenzel, ehemaliger leitender Ingenieur bei Meyer-Optik bis 1991, nach Originalbauplänen des Trioplan f2,8/100 mm gefertigt. Vorgestellt wurde der erste Prototyp im Mai 2015.
Produziert wurde das Trioplan mit 15 Blendenlamellen aus Lamellenbandstahl. Diese Konstruktion begünstigt das durch Unterkorrektur der Linsen entstandene, für das Trioplan charakteristische „Seifenblasen-Bokeh“ selbst bei leichtem Abblenden.
Im Herbst 2015 wurde ein f2,6/95 mm Trimagon als Porträtobjektiv angekündigt.

#### OPC-Optics (seit  2018)
Im Dezember 2018 hat die Bad Kreuznacher Firma OPC Optical Precision Components Europe GmbH sowohl die Markenrechte Meyer Optik Görlitz als auch die Konstruktionspläne für die historischen Objektive erworben und plant nach eigener Mitteilung einen Neustart für die Marke im Frühjahr 2019.
Im Februar 2019 wurde bekannt, dass OPC auch den Bestand des Warenlagers von net SE erworben hatte und Objektive aus diesem Bestand seit Februar 2019 für ca. die Hälfte des bisherigen Listenpreises verkauft. Angebote für die bisher leer ausgegangenen Kickstarter Käufer gab es keine. Weiterhin unklar bleibt, wer hinter den 2 Mio. Euro Stammkapital der im Sommer 2018 neu gegründeten OPC Optical Precision Components Europe GmbH steckt.
Im November 2021 wurde eine Manufaktur in Hamburg eröffnet.

## Historische Produkte
Die Firma Hugo Meyer und ihre Nachfolgeunternehmen waren für ihre Objektive bekannt. Es wurden sowohl Objektive für Foto- und Filmkameras wie für Dia- und Filmprojektoren hergestellt. Der Schwerpunkt lag bei den Objektiven für Fotokameras.

### Objektive für Kameras

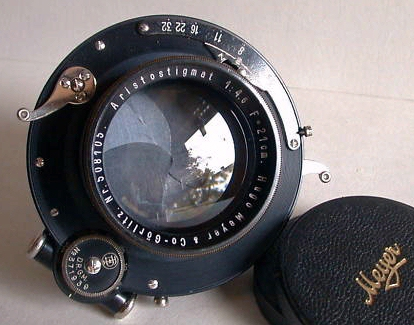
Aristostigmat, eines der erfolgreichsten Gaußschen Doppelobjektive (1:4,6/210 mm)
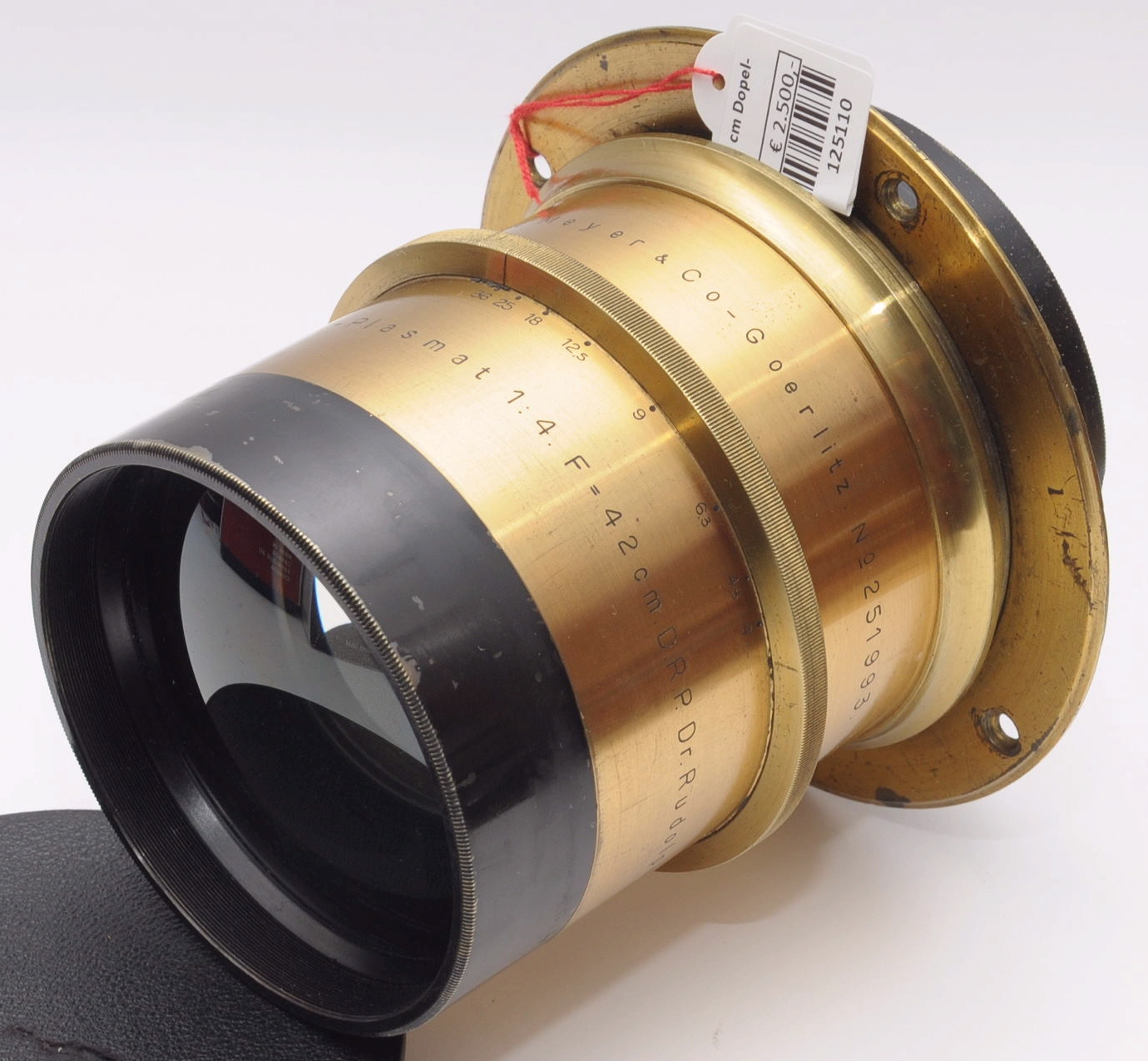
Frühes, von Paul Rudolph entwickeltes Doppel-Plasmat-Objektiv 1:4/420 mm
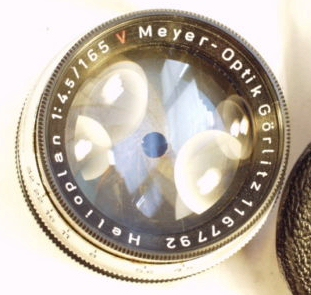
Helioplan, ein nach dem Krieg umbenannter Doppel-Anastigmat 1:4,5/165 mm
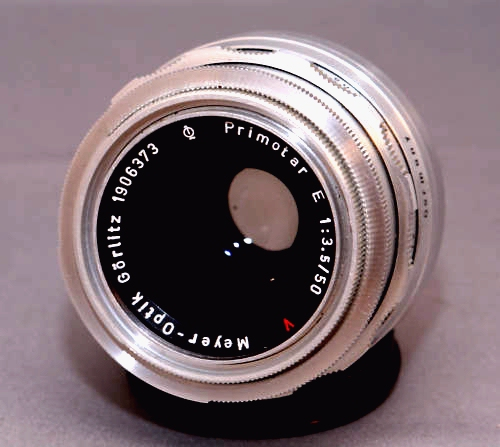
Normalobjektiv Primotar (Tessar-Typ) 1:3,5/50 mm (1956)

Ein bekanntes frühes Objektiv war das Aristostigmat. Nachdem der US-Amerikaner Alvan Graham Clark 1888 das vierlinsige Gaußsche Doppelobjektiv für die Vereinigten Staaten hatte patentieren lassen, entwickelte Meyer eine eigene stark verbesserte, sehr erfolgreiche Version. Im Gegensatz zum Gauss-Objektiv von Clark gelang es Meyer durch den Einsatz moderner Glassorten die sphärische und chromatische Aberration sowie den Astigmatismus zu korrigieren (Deutsches Reichspatent 125560 vom 10. Juni 1900). Das von Paul Rudolph kurz zuvor für Zeiss entwickelte Planar hatte für die Korrektur des Astigmatismus (bei geringer Bildfeldwölbung) noch sechs Linsen benötigt.
Ein technologisch weitreichender Fortschritt wurde in den Jahren nach dem Ersten Weltkrieg durch die Neuentwicklungen von Paul Rudolph erreicht. Er brachte bei Meyer-Optik seine Vorarbeiten zum Plasmat-Objektiv ein. Das Plasmat ist ein vollständig auf Farbfehler korrigiertes Wechselobjektiv mit der damals aufsehenerregenden Lichtstärke von 1:4. Angeregt durch die Erfordernisse der wachsenden Filmindustrie entwickelte Rudolph bereits 1924 das sogenannte Kino Plasmat mit einer Lichtstärke von 1:2. Es folgte 1926 eine Variante des Kino Plasmat mit einer Lichtstärke von 1:1,5. Dies war damals die „schnellste“ fotografische Linse weltweit. Führende Filmkameras wie z. B. der Marke Bolex wurden in der Zwischenkriegszeit mit Meyer-Objektiven ausgestattet. Später stellte Meyer-Optik Tevo Vorsatzobjektive für die Zeiss-Ikon Schmalfilm-Kamera AK8 her.
Meyer-Optik stellte u. a. folgende Objektive her:
- Domiplan
- Domiron
- Helioplan
- Lydith
- Orestegon
- Orestegor
- Oreston
- Orestor
- Primagon
- Primoplan
- Primotar
- Telefogar
- Telemegor
- Trioplan
- Veraplan

Primotar ist der Name einer wichtigen Objektivreihe von Meyer. Die Vorkriegs-Primotar-Objektive waren im Wesentlichen leicht veränderte Kopien des Tessar von Zeiss gewesen.
Durch ihre hohe Qualität bei etwas niedrigeren Preisen waren sie sehr beliebt. So gehörte ein Primotar unter dem Namen „Ihagee Anast. Exaktar“ zur Erstausrüstung der Exakta.
Unter volkseigener Regie wurden jedoch zunächst keine passenden Primotar-Normalobjektive produziert. Dies änderte sich 1956 mit einer nennenswerten Weiterentwicklung, dem Primotar E 1:3,5/50 mit automatischer Druckblende. Mit verschiedenen Versionen deckte das Primotar bis in die 1960er Jahre bei einer Lichtstärke von 1:3,5 den Brennweitenbereich 50-80-135-180 mm ab. 1960 wurde kurzzeitig ein Primotar 1:2,8/50 in direkter Konkurrenz zum Zeiss-Tessar hergestellt. Nachfolger in diesem Brennweitenbereich wurde zum Teil das Orestor mit einer Lichtstärke von 1:2,8 und Brennweiten von 100 und 135 mm.

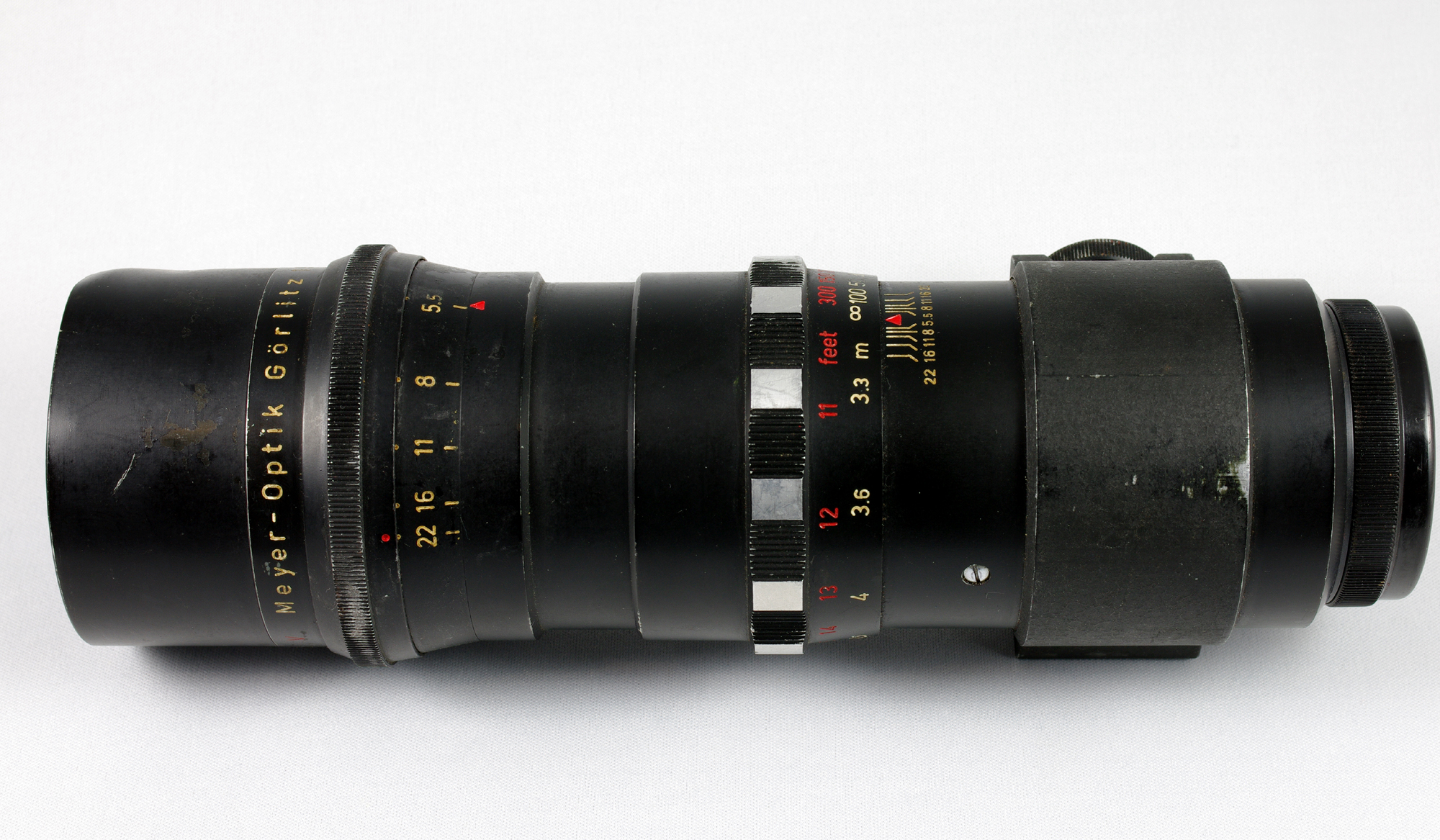
Teleobjektiv Telemegor 1:5,5/250 mm
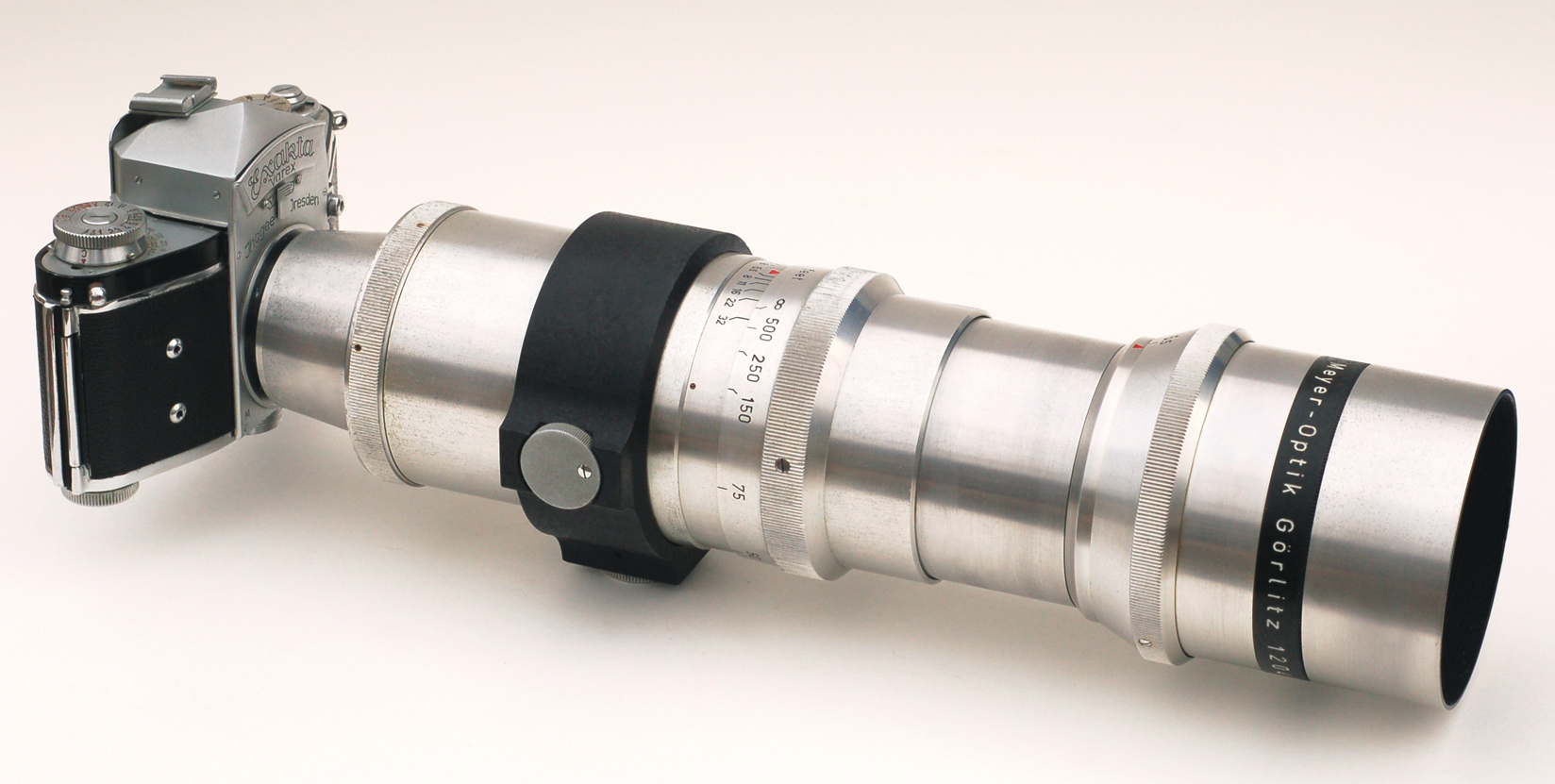
400 mm Telemegor an Exakta Varex
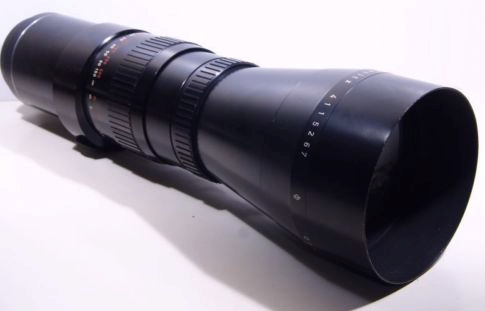
Orestegor 1:5,6/500 mm passend auch für Mittelformatkameras wie die Pentacon Six (ab 1967)
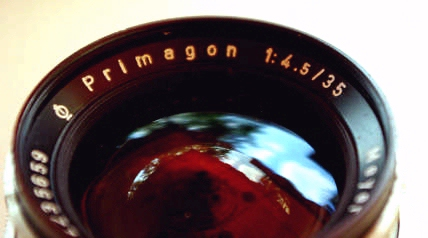
Primagon 1:4,5/35 mm, ein Weitwinkelobjektiv in Retrofocus-Bauweise
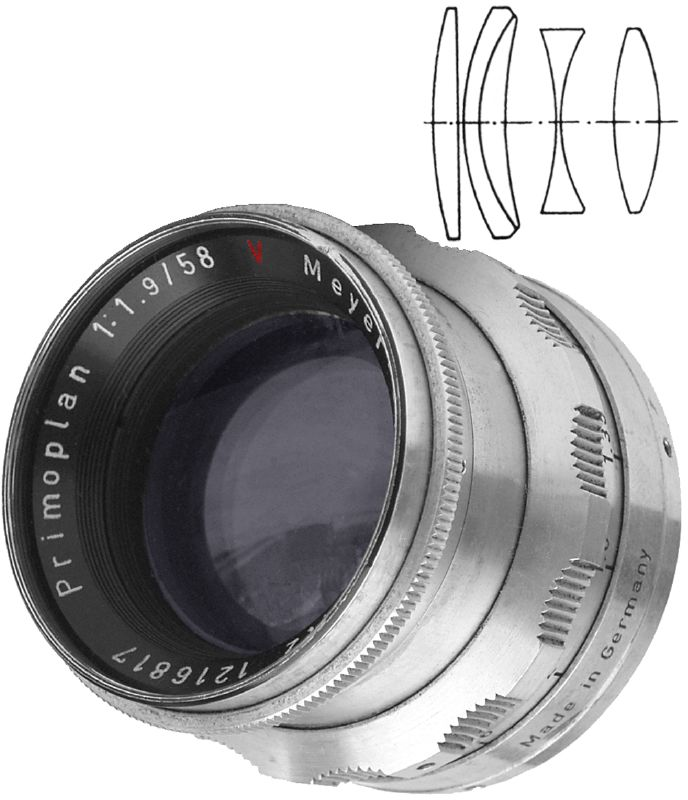
Primoplan: eine 5-linsige Triplet-Erweiterung

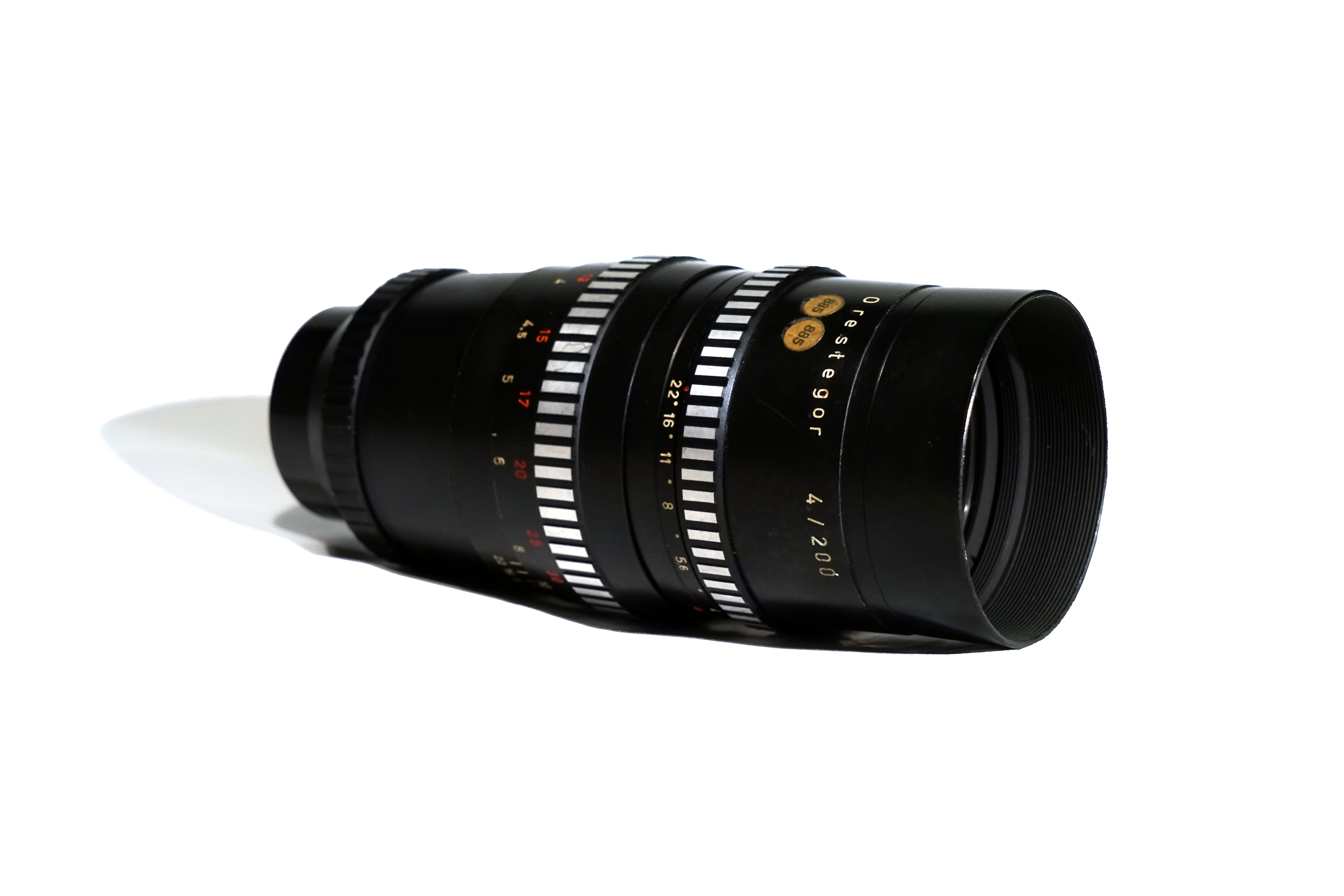
Das Orestegor 1:4 200mm

Langbrennweitige Objektive wurden zunächst auch als Trioplan, d. h. als einfache Cooke-Triplets angeboten. Bereits vor dem Krieg kamen die ersten, von Stephan Roeschlein entwickelten Teleobjektive der vierlinsigen Telemegor-Reihe auf den Markt. Ende der 1960er Jahre wurde die Telemegor-Reihe von der meist fünflinsigen Orestegor-Reihe abgelöst. Für die Brennweiten 200 und 300 mm lag die maximale Lichtstärke bei 1:4. Das 500 mm-Orestegor hatte eine Maximalblende von 1:5,6. Das 300 mm- und das 500 mm-Orestegor wurden auch für Mittelformatkameras – insbesondere die Praktisix, die spätere Pentacon Six – angeboten.
In Bereich der Weitwinkelobjektive bot Meyer vor dem Zweiten Weltkrieg den weitgehend symmetrisch aufgebauten, vierlinsigen Weitwinkel-Doppel-Anastigmat an. Mit einer geringen Lichtstärke von 1:4,5 bei einer Brennweite 40 mm handelte es sich um einen bereits seit der Jahrhundertwende bekannten Objektivaufbau. Bis 1952 wurde das Objektiv – nach dem Krieg als Helioplan – gefertigt. Als modernes Weitwinkelobjektiv in Retrofokus-Bauweise wurde in den 1950er und frühen 1960er Jahren das vierlinsige Primagon (1:4,5/35 mm) gebaut. Ab 1964 wurde der Weitwinkelbereich vom lichtstärkeren, fünflinsigen Lydith, einem Objektiv mit Vorwahlblende, abgedeckt (1:3,5/30). Nach Aufgabe des Markennamens Meyer-Optik wurde das Lydith als Pentacon 1:3,5/30 mm weiter gebaut. Ende der 1960er Jahre wurde im Weitwinkelbreich auch das noch lichtstärkere Orestegon 1:2,8/29 mm angeboten. In Gegensatz zum Lydith hatte es eine Druckblendenautomatik.

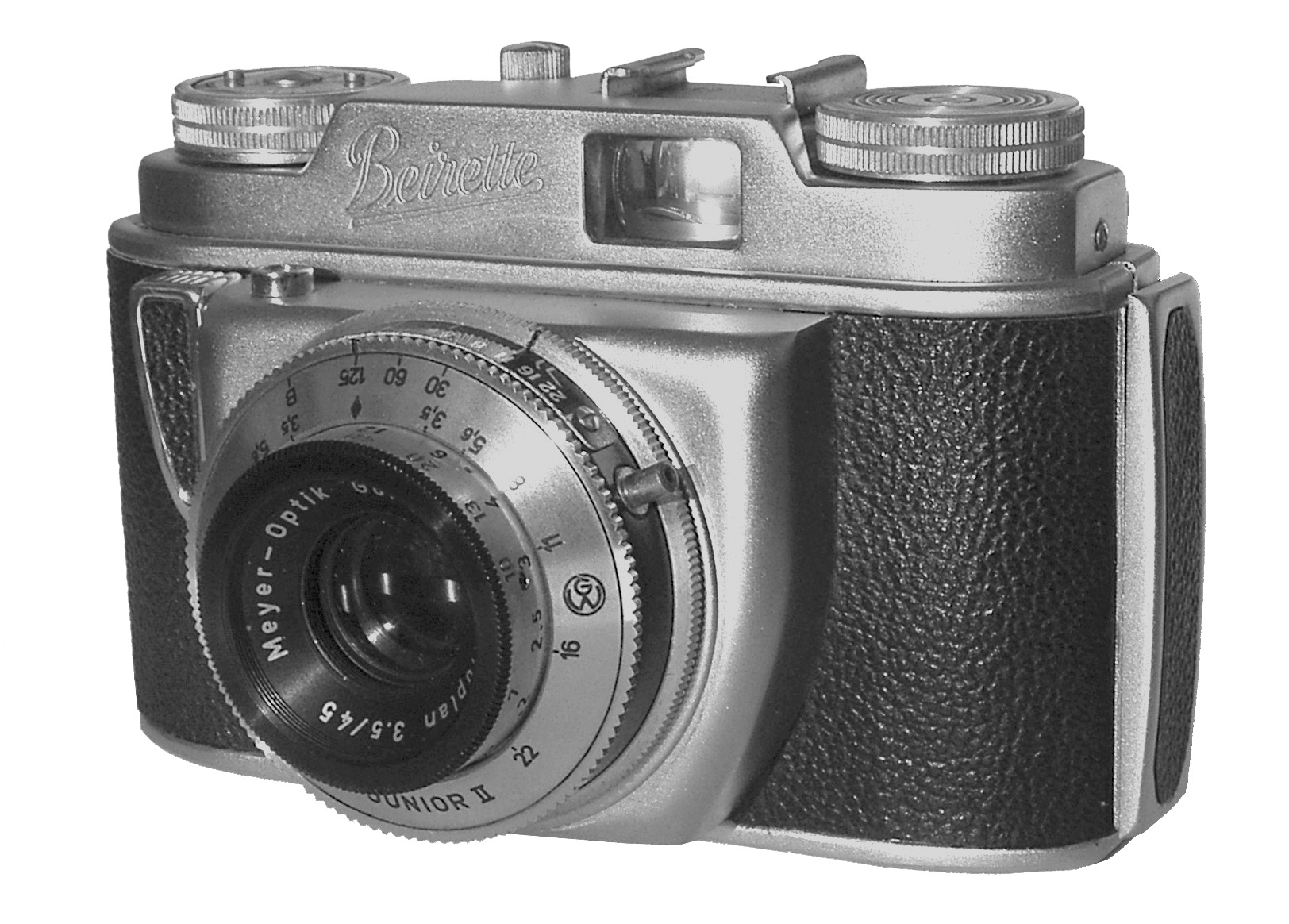
Trioplan 1:3,5/45 an einer Beirette (1959)
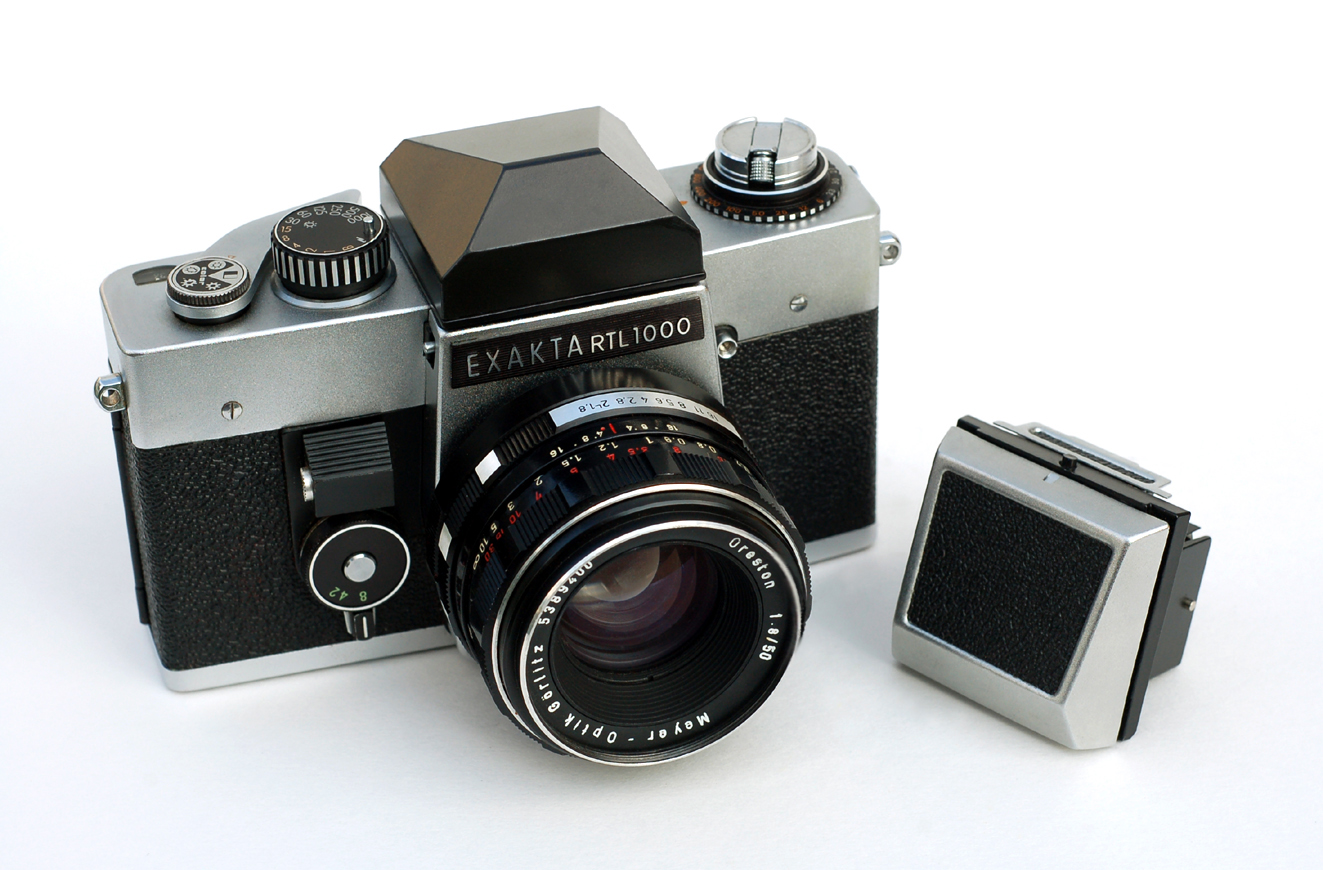
Oreston 1,8/50 an Exakta RTL 100
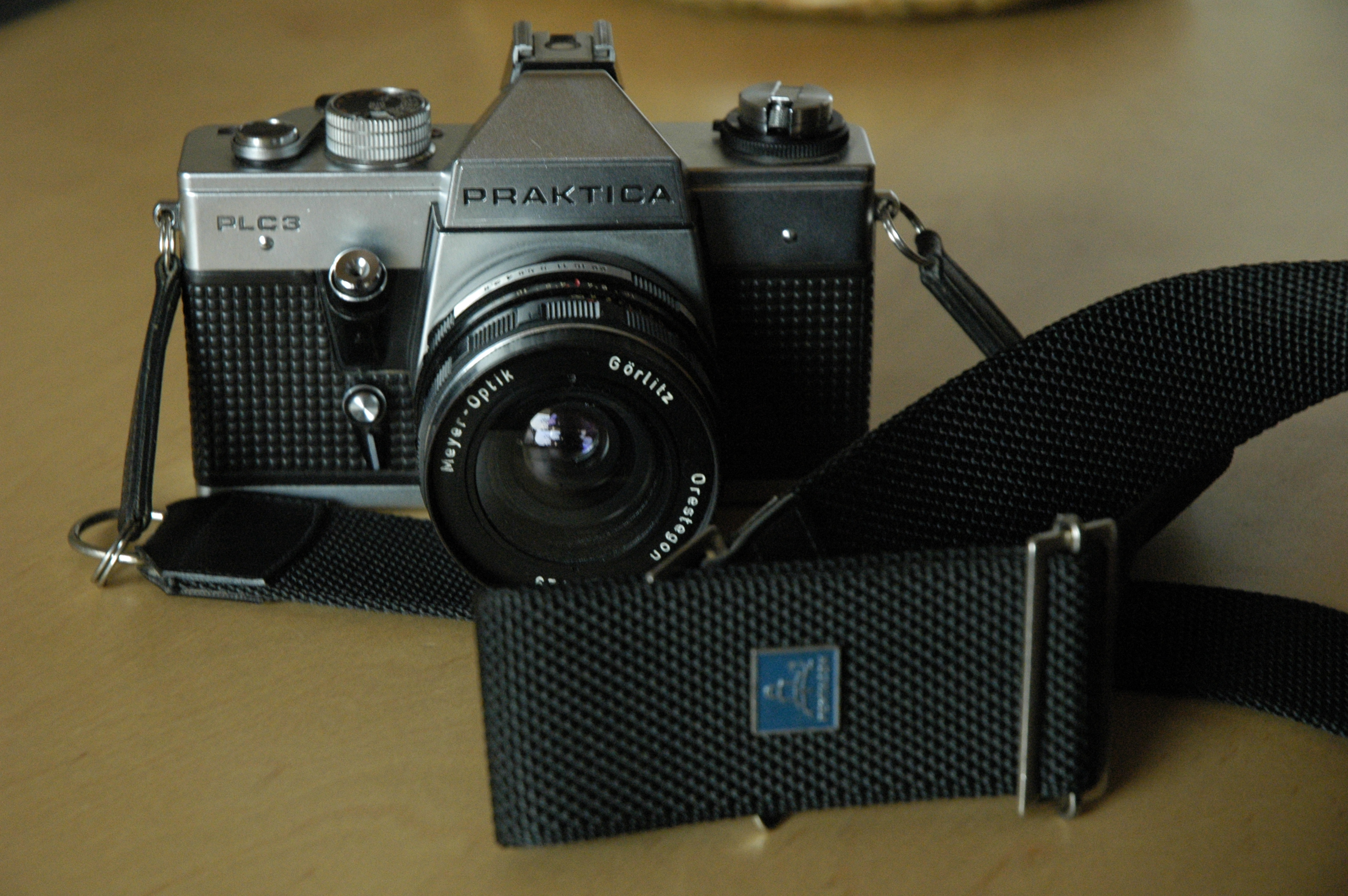
Orestegon an einer Praktica PLC3
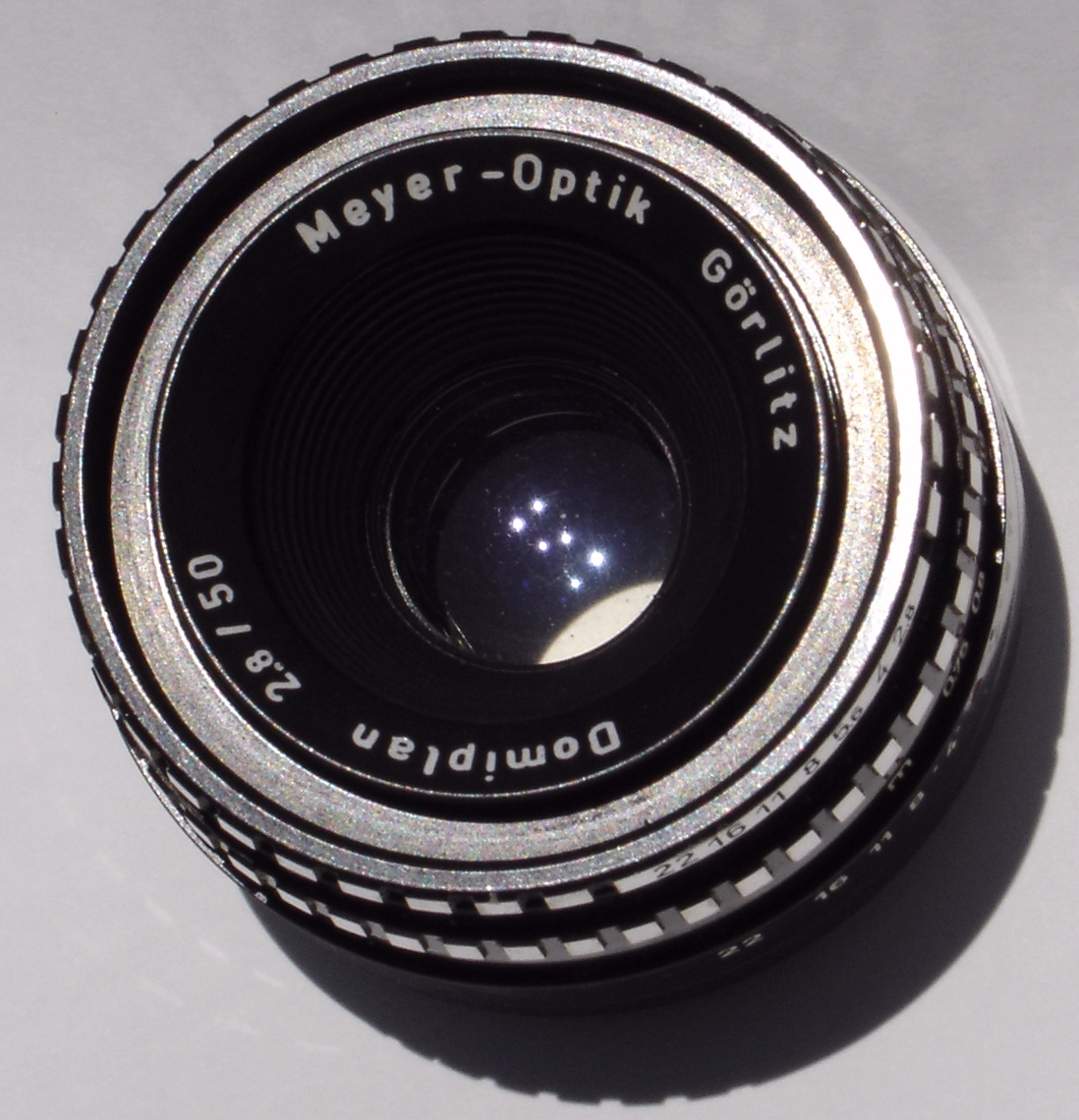
Das Meyer-Görlitz Standard-Objektiv Domiplan; es besteht nach Art des Cooke-Triplets aus drei einzelstehenden Linsen (6 Reflexe!)

Die günstigsten Objektive im Brennweitenbereich um 50 mm sind bei fast allen klassischen Optikunternehmen Varianten des Cooke-Triplets. Bis 1963 übernahm diese Aufgabe bei Meyer-Optik das Trioplan (1:2,9/50). Dann wurde es vom ebenfalls sehr weit verbreiteten und gut verarbeiteten Normalobjektiv Domiplan abgelöst (1:2,8/50). Ein allein für Altix-Kameras hergestelltes Objektiv ist das Telefogar (etwa 1:3,5/90 mm). Ende der 1960er Jahre wurde das Oreston 1:1,8/50 als lichtstärkere Alternative angeboten. Ein entsprechendes Pentacon-Objektiv wurde ab 1971 in großem Umfang produziert.

### Projektionsobjektive
Meyer stellte auch Projektionsobjektive her. Es finden sich an älteren Projektoren gelegentlich Varianten des Trioplan-Triplets. An Vorkriegsmodellen („Hugo Meyer & Co., Görlitz“) ist auch ein Filmostar II bekannt.
Ende der 1940er, Anfang der 1950er Jahre wurde im großen Stil die Produktion von verschiedenen Varianten des Diaplan-Objektivs aufgenommen.
Das Diaplan ist ein Projektionsobjektiv für Dia-Projektoren nach Art eines Cooke-Triplets. Vor Einführung von Lanthanglas hatten die Diaplan-Objektive typischerweise eine Lichtstärke von 1:3,5. Später kamen die moderneren Varianten mit einer Lichtstärke von 1:3 und 1:2,8 auf den Markt.
Für Episkope und Epidiaskope wurde das ähnlich aufgebaute, aber sehr viel größere Projektionsobjektiv Epidon (z. B. Epidon 1:3,6/420) produziert. Es kam beispielsweise in den verbreiteten „Pentascop“-Geräten von Pentacon zum Einsatz.
Das Kinon-Superior wurde in den Versionen I und II gefertigt. Es ist ein früher bekanntes Objektiv für die Projektion von 8 mm- und 16 mm-Filmen. Typische Brennweiten waren 35, 50  oder auch 100 mm.

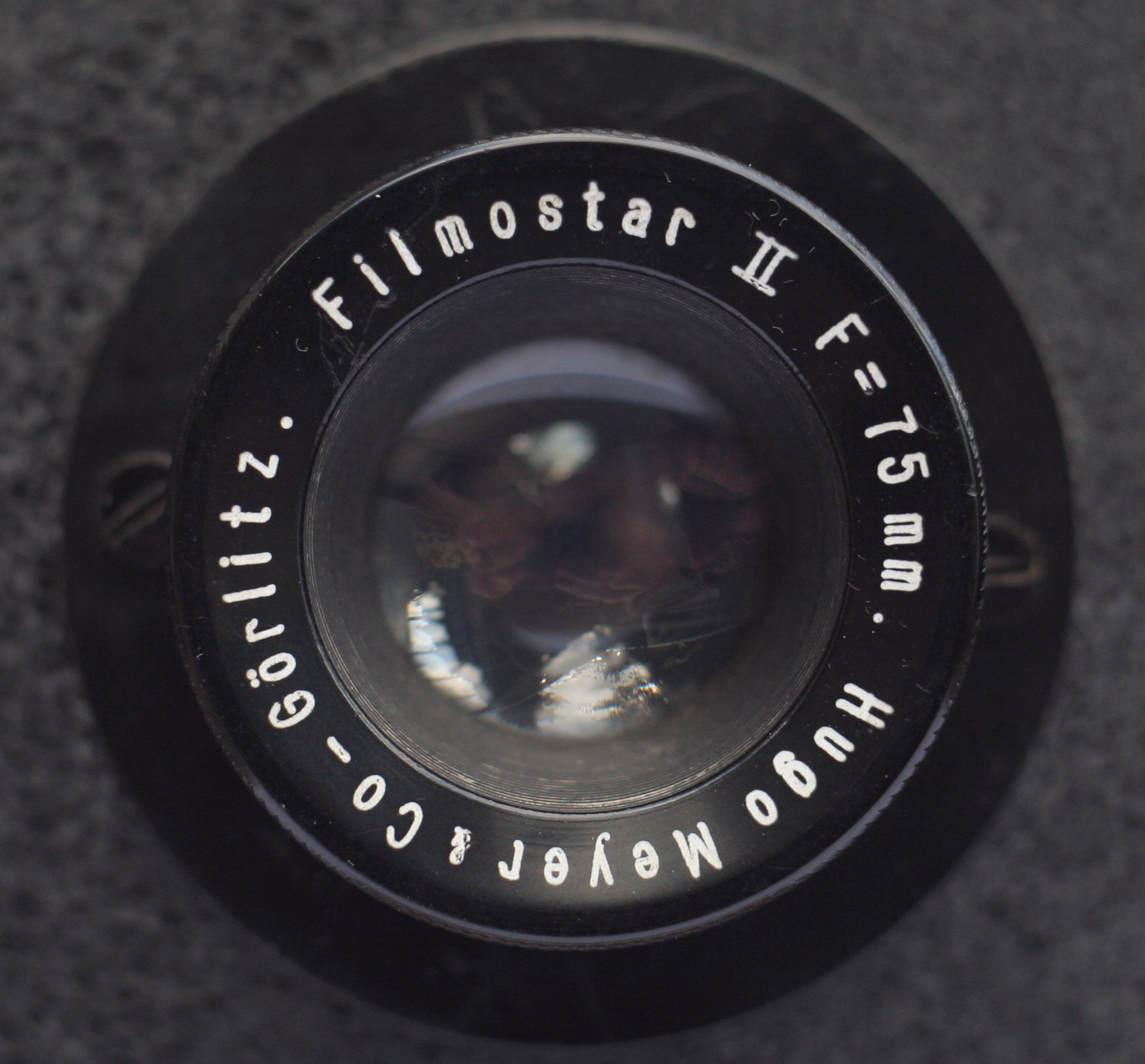
Ein Filmostar II 75 mm; die Filmostare III & IV waren mit „Filmosto“ beschriftet
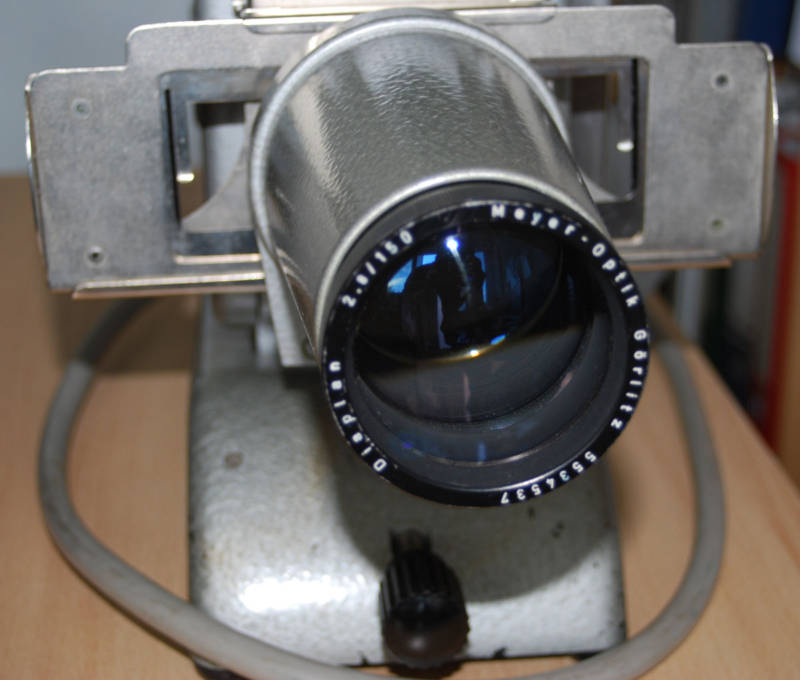
Das Diaplan 1:2,8/150 mm war ein Projektionsobjektiv passend für Mittelformat-Dias
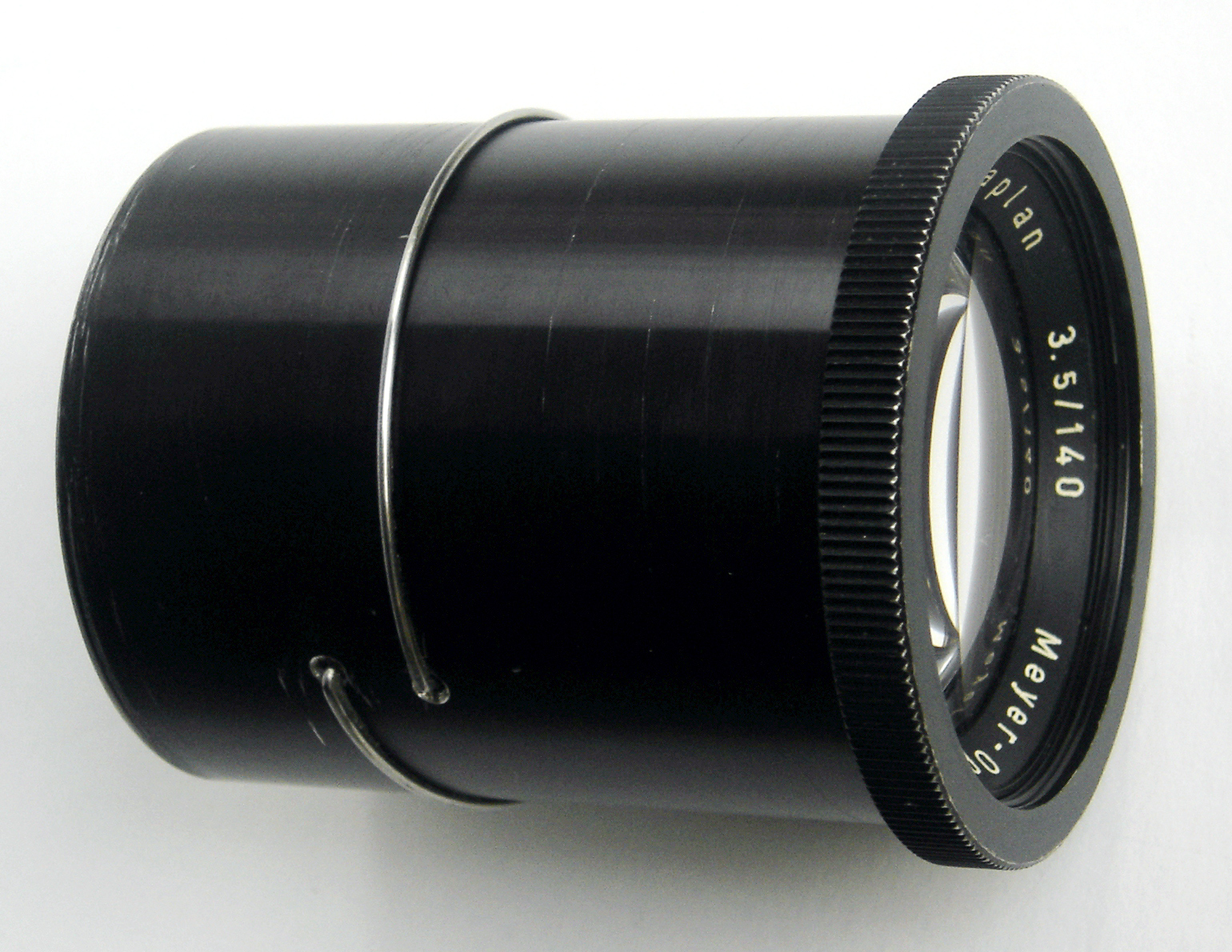
Hier ein weiteres, weniger lichtstarkes Diaplan 1:3,5/140 mm.

### Kameras und weiteres Zubehör

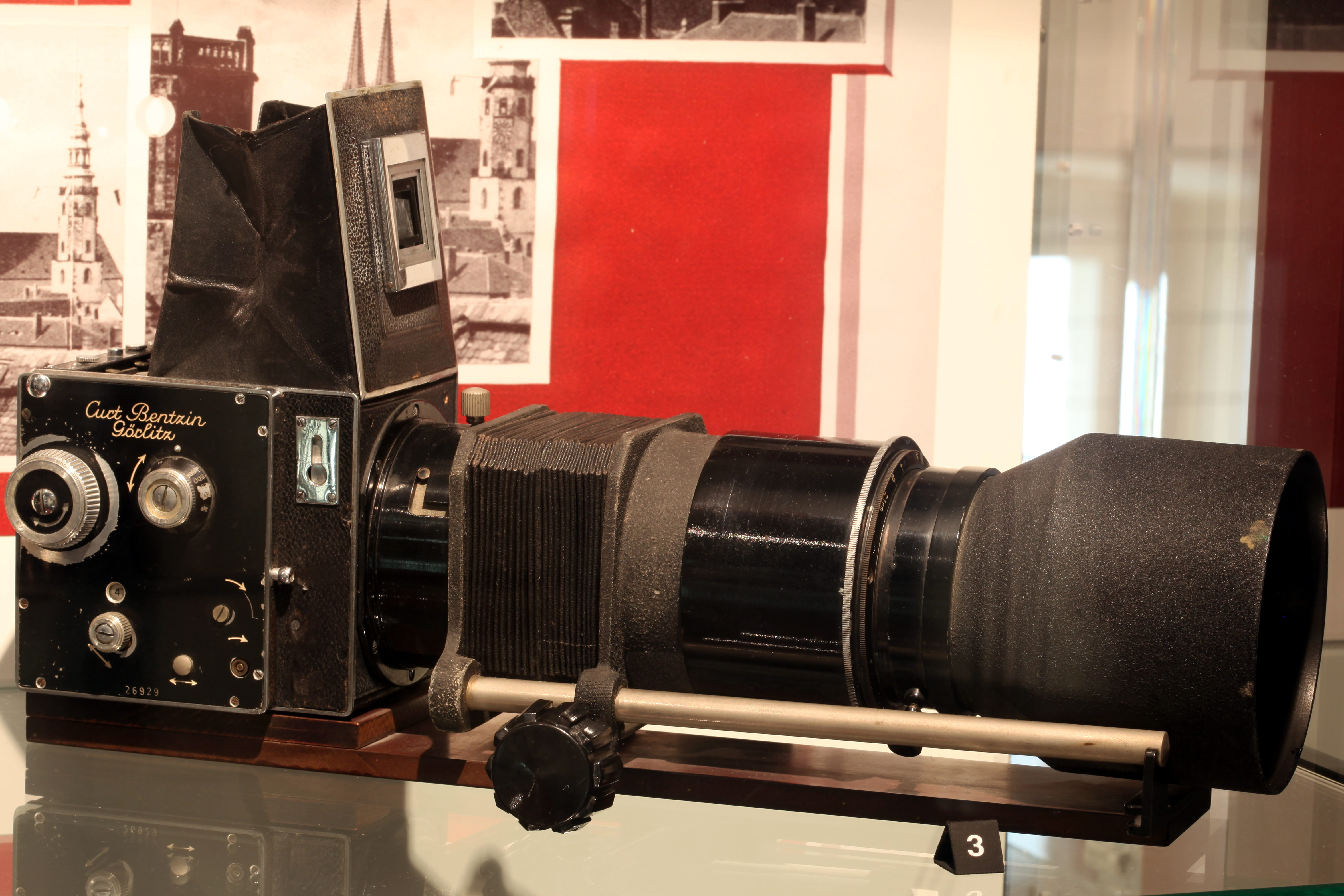
Eine Primarflex der Fa. Curt Bentzin, die später vom VEB Feinoptisches Werk Görlitz übernommen wurde
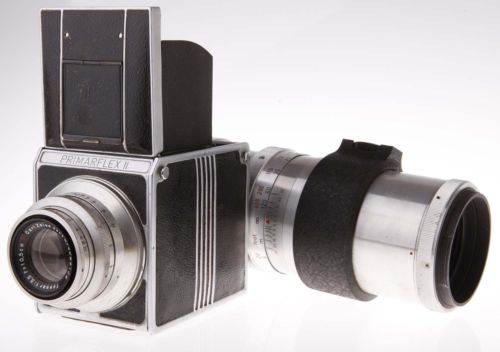
Eine Primarflex II aus der Produktion von VEB Feinoptisches Werk Görlitz

Unter dem Markennamen Megoflex stellte Meyer einen Reflex-Sucher für die Leica her. Weiterhin wurden auch selbst Kameras hergestellt. Ein Beispiel ist eine Megor Typ 1, eine 3×4-cm-Kleinbildkamera, die mit einem 1:3,5/50 Primotar ausgestattet war.
Aus der Produktion des 1951 eingegliederten Primar-Kamera-Werks (vormals Curt Bentzin) wurden Primarflex II-Kameras ausgeliefert. Es handelte sich um 6x6-cm-Mittelformatkameras.